# Amerikai nindzsa 5.
Az Amerikai nindzsa 5. (eredeti cím: American Ninja V) 1993-ban bemutatott amerikai harcművészeti film, az Amerikai nindzsa-filmsorozat ötödik és egyben utolsó része. A filmet John Bryant Hedberg, Greg Latter és George Saunders forgatókönyvéből Bobby Jean Leonard rendezte. A főbb szerepekben David Bradley és Lee Reyes látható.
Az Amerikai Egyesült Államokban 1993. július 10-én mutatták be a mozikban.

## Cselekmény
Hiro, Tetsu mester unokaöccse egy nindzsaklán utolsó sarja. Nagybátyja Joe Castle, az amerikai nindzsa gondjaira bízza őt, hogy a fiú küzdelmi tapasztalatokat szerezzen. Hiro azonban a számítógépek megszállottja, és egyáltalán nem érdekli a harcművészet. Joe mégis megtanít neki néhány leckét és úgy dönt, gondoskodik a tinédzserről.
Amellett, hogy amerikai nindzsa, Joe az Augusta nevű jacht tulajdonosa is. Joe találkozik Lisa Stroble-lal, aki a jachtját lakkozza. Vacsora közben a nőt elrabolja egy csapat nindzsa Waipo vezetésével és megzsarolják Lisa tudós apját, Dr. Archibald Stroblt. Joe és Hiro utána mennek és repülővel Venezuelába utaznak a megmentésére. Kiderül, hogy Dr. Strobl a laboratórium tulajdonosának, Simon Glocknak dolgozik, aki ideggázt fejleszt latin-amerikai zsarnokok számára. 
Minden harci képességét bevetve az amerikai nindzsa és Hiro behatolnak Glock laboratóriumába és kiszabadítják a lányt a fogságból. Waipo megpróbál elmenekülni egy repülővel, de Hiro és Joe bejut a pilótafülkébe és megölik őt. Los Angelesbe visszatérve Joe randevúra hívja Lisát és megcsókolja a jachtja fedélzetén.

## Szereplők
| Színész                   | Szerep              | Magyar hang       | Magyar hang     |
| Színész                   | Szerep              | 1. szinkron       | 2. szinkron     |
| ------------------------- | ------------------- | ----------------- | --------------- |
| David Bradley             | Joe Castle          | Forgács Péter     | Welker Gábor    |
| Lee Reyes                 | Hiro                | Benedikty Marcell | Szvetlov Balázs |
| Anne Dupont               | Lisa                | Orosz Helga       | Somlai Edina    |
| Pat Morita                | Tetsu mester        | Kenderesi Tibor   | Verebély Iván   |
| James Lew                 | Vipera              | Rosta Sándor      | Szőke Zoltán    |
| Clement von Franckenstein | Simon Glock         | Szokolay Ottó     | Barbinek Péter  |
| Marc Fiorini              | Flathead / Laposfej | Melis Gábor       | Zágoni Zsolt    |
| Aharon Ipalé              | Dr. Strobel         | Barbinek Péter    | Várkonyi András |
| Norman Burton             | Halden nagykövet    | Szoó György       | Kristóf Tibor   |

## A film készítése
A film Los Angelesben, Rómában és Venezuelában játszódik.[forrás?]
A projektet eredetileg nem az Amerikai nindzsa-franchise részének szánták. A Cannon Pictures American Dragons címmel készítette (sok kábeltelevíziós csatornán még ezzel a címmel is vetítik), de a megjelenés előtt a címet Amerikai nindzsa 5.-re változtatták. Ez megmagyarázza, hogy a főszereplő David Bradley miért egy Joe nevű szereplőt alakít, holott az Amerikai nindzsa 3. – Véres vadászat és az Amerikai nindzsa 4. – Az új küldetés című filmekben egy Sean Davidson nevű szereplőt játszott.

## Fordítás
- Ez a szócikk részben vagy egészben  az   American Ninja V című angol Wikipédia-szócikk fordításán alapul.  Az eredeti cikk szerkesztőit annak laptörténete sorolja fel. Ez a jelzés csupán a megfogalmazás eredetét és a szerzői jogokat jelzi, nem szolgál a cikkben szereplő információk forrásmegjelöléseként.